# Liste der Bodendenkmale in Bad Sachsa
In der Liste der Bodendenkmale in Bad Sachsa sind die Bodendenkmale der niedersächsischen Gemeinde Bad Sachsa aufgeführt. Die Quelle ist der Denkmalatlas Niedersachsen.
- Bitte beachten Sie, dass diese Liste keinen Anspruch auf Vollständigkeit erhebt.
- Die Angaben ersetzen nicht die rechtsverbindliche Auskunft der zuständigen Denkmalschutzbehörde.
- Es sind nur Daten aus dem Denkmalatlas verarbeitet.
- Der Stand der Liste ist der 12. März 2025.

Bad Sachsa im Landkreis Göttingen

## Allgemein
In den Spalten finden sich folgende Informationen des Bodendenkmales:
| Lage         | geographische Koordinaten                                                           |
| Bezeichnung  | Bezeichnung lt. Denkmalatlas                                                        |
| Beschreibung | Beschreibung lt. Denkmalatlas                                                       |
| ID           | Objekt-ID                                                                           |
| Bild         | Bild, ggf. zusätzlich mit Link zu weiteren Fotos im Medienarchiv Wikimedia Commons. |

## Bad Sachsa
| Lage                         | Bezeichnung                  | Beschreibung | ID       | Bild           |
| ---------------------------- | ---------------------------- | --- | -------- | -------------- |
| 51° 35′ 43″ N, 10° 31′ 58″ O | Bad Sachsa 1, Landwehr       | Gut erhaltener Doppelwall mit einem breiten Graben zwischen den Wällen und an der Außenseite je einem flachen Graben. Höhe der Wallkrone über der Sohle des mittleren Grabens ca. 2 m, Br. der Wälle je 10 – 11 m, Gesamt-Br. der Landwehr 22 – 25 m. Der Bach in der Schlucht südl. der Landwehr ist im unteren Ende der Schlucht künstlich nachgeböscht. Gesamt-L. ca. 400 m, Flächenausdehnung 650 × 100 m. Grenzsicherung zwischen der Grafschaft Hohenstein im O und dem Fürstentum Grubenhagen im W bzw. Wegesperre und Durchlass. - Teilstück ID: 35807684 | 28943976 | BW             |
| 51° 37′ 1″ N, 10° 34′ 41″ O  | Bad Sachsa 6, Glashütte      | Moseberghütte. Ausdehnung ca. 100 × 100 m, keine genaue Begrenzung erkennbar. Nutzungszeitraum 1603 - 1726 (Archiv Bad Sachsa). | 28943981 | BW             |
| 51° 36′ 57″ N, 10° 34′ 21″ O | Bad Sachsa 7, Moseberghütte  | Auf der Gemarkungsgrenze Bad Sachsa und Wieda-Forst. Glashüttenplatz mit 3-4 Erhebungen von ca. 6 – 8 m Dm., evtl. Ofenstellen. Ofensteine rot gebrannt. Im zentralen Bereich wurde inzwischen eine ehemalige Wiese zu einem Wildacker umgewandelt und in diesem Zusammenhang umgepflügt. Randlich stehende Bäume wurden dabei aus dem Boden gerissen und mit größeren Mengen Erdreich an den Rand des Wildackers geschoben. Durch diese Maßnahme ist der Hüttenplatz in Teilen gestört worden. Mit Unterbrechungen tätig von 1603 bis 1726.                      | 28943982 | BW             |
| 51° 35′ 29″ N, 10° 34′ 34″ O | Bad Sachsa 9, Kreuzstein     | Scheibenkreuz, H. 80 cm, Dm. 60 – 70 cm, stark verwitterter Dolomitstein, Stärke 18 cm. Auf beiden Seiten Reste eines Kreuzes mit zapfenartig verdickten Armen eingraviert. | 28943984 | Weitere Bilder |
| 51° 35′ 29″ N, 10° 34′ 34″ O | Bad Sachsa 13, Scheibenkreuz | Überlieferter Name: „Pilgerstein“. Scheibenkreuz., H. 80 cm, Dm. 60 – 70 cm, stark verwitterter Dolomitstein (Stärke 18 cm). Auf beiden Seiten Reste eines Kreuzes mit zapfenartig verdickten Armen eingraviert. Spätmittelalter (14.-15. Jh.). | 28970246 | Weitere Bilder |
| 51° 35′ 29″ N, 10° 34′ 35″ O | Bad Sachsa 14, Steinkreuz    | H. 65 cm; Querarm 60 cm breit. Verwitterter Dolomitstein (Stärke 18 – 22 cm). Auf beiden Seiten (bes. auf der SW-Seite) Spuren von Eingravierungen. Spätmittelalter (14.-15. Jh.). | 28962791 | Weitere Bilder |

## Steina
| Lage                         | Bezeichnung              | Beschreibung | ID       | Bild           |
| ---------------------------- | ------------------------ | --- | -------- | -------------- |
| 51° 35′ 35″ N, 10° 31′ 40″ O | Steina 11, Hohlwegbündel | Im oberen, östl. Teil bis zu 9 Hohlwege, 1 – 2 m breit, Teile davon durch die heutige Straße zerstört; im mittleren Teil nur noch 3 stark verflachte Hohlwege; im unteren, westl. Teil (westl. der modernen Straße) 3 z. T. noch bis zu 2 m tiefe Hohlwege. - Teilstück ID: 35807772 | 28944127 | BW             |
| 51° 35′ 29″ N, 10° 31′ 10″ O | Steina 17, Steinkreuz    | Name: „Pestkreuz“. H. ca. 80 cm, L. der Arme ca. 70 cm, T. (quadratisch) 22 cm. Material: Dolomit. Auf dem Kreuzkopf sind 2 Näpfchen, auf der Vorderseite eine Jahreszahl und eine Zeichnung (17++49) eingemeißelt. Vermutlich ist beides einmal überarbeitet worden. Dabei müssen Fehler unterlaufen sein. Die 5 wurde mit einer 7 verwechselt. Die Jahreszahl müsste also 1549 lauten. Ursprünglich scheinen auch nicht 2 Kreuze von der Jahreszahl eingerahmt gewesen zu sein, sondern ein Pflug, der bei hartem Seitenlicht noch auszumachen ist. Mittelalter, Aufschrift evtl. frühneuzeitliche Ergänzung. Das Kreuz soll zur Erinnerung an die Pest gesetzt worden sein. In den Kirchenbüchern soll es aber für 1749 keine Hinweise auf die Pest geben. | 28944228 | Weitere Bilder |